# جوناس هاس
جوناس هاس (بالألمانية: Jonas Haas؛ بالدنماركية: Jonas Haas) هو فنان دنماركي وألماني، ولد في 1720 في نورنبرغ في ألمانيا، وتوفي في 10 أبريل 1775.